# Paulinus Yan Olla
Paulinus Yan Olla MSF (ur. 22 czerwca 1963 w Seom-Eban) – indonezyjski duchowny katolicki, biskup diecezjalny Tanjung Selor od 2018.

## Życiorys
Święcenia kapłańskie otrzymał 28 sierpnia 1992 w zgromadzeniu Misjonarzy Świętej Rodziny. Był m.in. rektorem niższego seminarium w Samarindzie, dyrektorem zakonnego postulatu, asystentem i sekretarzem generalnym zgromadzenia, a także rektorem domu studiów w Malang.
22 lutego 2018 papież Franciszek mianował go biskupem diecezjalnym Tanjung Selor. Sakry udzielił mu 5 maja 2018 metropolita Samarindy - arcybiskup Yustinus Harjosusanto.